# Cayman Brac
Cayman Brac – nizinna wyspa na Morzu Karaibskim, jedna z trzech wysp tworzących brytyjskie terytorium Kajmanów. Położona jest 143 km na północny wschód od Wielkiego Kajmanu i 8 km na wschód od Małego Kajmanu.  Jej powierzchnia wynosi 38 km². Zamieszkuje ją około 1,3 tys. mieszk. (2005). Największa miejscowość na wyspie to West End.
Najwyższe wzniesienie na wyspie, wapienna skała The Bluff, wznosi się na wysokość 43 m n.p.m. Na wybrzeżu wyspy występują namorzyny.
Podstawą gospodarki wyspy jest turystyka oraz rybołówstwo.